# Суленћин
Суленћин (пољ. Sulęcin) је град у Пољској у Војводству Лубушком у Повјату sulęciński. Према попису становништва из 2011. у граду је живело 10.248 становника.

## Становништво
Према прелиминарним подацима са пописа, у граду је 2011. живело 10.248 становника.
| 2002. | 2011.  | 2012.  |
| ----- | ------ | ------ |
| 9.862 | 10.248 | 10.277 |

## Партнерски градови
- Reinickendorf
- Камен
- Баранавичи